# Coregonus baerii
Coregonus baerii és una espècie de peix de la família dels salmònids i de l'ordre dels salmoniformes.

## Morfologia
Els mascles poden assolir els 50 cm de llargària total i 2 kg de pes.

## Reproducció
És ovípar, fresa entre el final de novembre i el 20 de desembre, i els ous són enterrats en nius desprotegits.

## Alimentació
Menja invertebrats bentònics i planctònics.

## Distribució geogràfica
Es troba a Europa: Alemanya, Polònia, Finlàndia i Rússia.